# Ihor Sjvajka
Ihor Oleksandrovytj Sjvajka född 5 februari 1976 i Troitskoje, Kalmuckien, Ryska SFSR, Sovjetunionen, är en ukrainsk politiker medlem av Svoboda och 27 februari till 12 november 2014 tillförordnad lantbruksminister i Ukraina.
Sjvajka är ryskfödd, men uppvuxen i östra Ukraina. Han är utbildad jurist och kandiderade i borgmästarvalet i Charkiv 2010, men fick mindre än en procent av rösterna.

Sjvajka och Jurij Syrotiuk, en annan högt uppsatt politiker i Svoboda, åtalades 4 september 2015 av de ukrainska myndigheterna för brott i samband med de våldsamma protesterna utanför parlamentsbyggnaden i Kiev 31 augusti 2015 när tre poliser dödades. De riskerar 15 års fängelse om de döms. Protesterna genomfördes mot att parlamentet röstade om ökat självstyre i rebellkontrollerade områden i östra Ukraina. Över 140 personer skadades och 16 greps, däribland Ihor Humenjuk också han Svoboda-medlem som misstänks ha kastat en granat.